# Cyclosa pseudoculata
Cyclosa pseudoculata là một loài nhện trong họ Araneidae.
Loài này thuộc chi Cyclosa. Cyclosa pseudoculata được Ehrenfried Schenkel-Haas miêu tả năm 1936.